# ГЕС Рана
ГЕС Рана – гідроелектростанція у центральній частині Норвегії, за кілька кілометрів на південний схід від міста Му-і-Рана. Використовує ресурс зі сточища кількох річок, котрі течуть до Рана-фіорду (Норвезьке море).
Головний резервуар станції створили із озера Storakersvatnet, яке річкою Dalselva дренується у названий фіорд. Тут звели кам’яно-накидну греблю Акерсватн висотою 53 метра та довжиною 490 метрів, котра утримує водосховище з корисним об’ємом 1276 млн м3 та припустимим коливанням рівня між позначками 480 та 523 метра НРМ. При цьому створений греблею підпір призвів до збільшення площі водойми із 15,9 км2 до 42,4 км2.
Окрім власного стоку до сховища подається ресурс за допомогою двох систем. Менша південна включає тунель довжиною біля 6 км та подає ресурс із водосховища Kjennsvatn (припустиме коливання рівня поверхні між позначками 520 та 527 метрів НРМ), котре відноситься до течії річки Bjerka, яка впадає до Sorfiorden (південна затока Рана-фіорду). При цьому через ГЕС  Kjensvatn (12 МВт) до сховища Kjennsvatn також потрапляє вода, захоплена із озера Durmålsvatnet, котре дренується до річки Leiriksdalelva. Остання є правою притокою Россаги, яка так само тече до тільки що згаданого Sorfiorden (можливо відзначити, що основний ресурс зі сточища Россаги спрямовується на власні потужні гідроелектростанції – Овре-Россага та Недре-Россага. Нарешті, на шляху від Kjennsvatn до Storakersvatnet до тунелю під’єднаний водозабір на невеликій правій притоці Bjerka.
Більша північно-східна дериваційна система має протяжність тунелів понад 45 км та транспортує ресурс із лівобережної частини сточища річки Рана, котра впадає до Рана-фіорду за 12 км на північний схід від устя Dalselva. Найвіддаленішим пунктом цієї системи є водозабір на Gubbeltåga, лівій притоці Рани. Далі до неї підключено п’ять водозаборів у сточищі іншої лівої притоки Рани річки Virvasselva, а саме: на Daudmannselva та Andfjellelva (праві притоки Virvasselva), Blerekelva та Beveråga (ліві притоки), а також самій Virvasselva. Наступним на маршруті знаходиться сточище Плури (впадає до Рани дещо нижче за греблю ГЕС Лангватн), на якій створене велике водосховище Каллватнет. Воно має площу поверхні 28,6 км2 та корисний об’єм 706 млн м3, що забезпечується припустимим коливанням рівня між позначками 521 та 564 метра НРМ.
Після Каллватнет тунель приймає ресурс зі струмка Bekk til sprutforsen (ліва притока Плури) та прямує далі через сточище річки Tverråga (приєднується ліворуч до Рани всього за пару кілометрів від устя останньої), де облаштований лише один водозабір. До нього за допомогою насосної станції здійснюється підкачка додаткового ресурсу із розташованого нижче по течії Tverråga водосховища Tverrvatnet, котре має площу поверхні 1,5 км² та корисний об’єм 2,4 млн м3 (коливання рівня в діапазоні від 499 до 500,6 метра НРМ).
Із Storakersvatnet у північно-західному напрямку прокладено головний дериваційний тунель довжиною біля 10 км, котрий на своєму шляху також з’єднаний з водозабором на річці Andfiskåga, яка впадає до Рана-фіорду між устями Рани та Dalselva.
Основне обладнання станції становлять чотир турбіни типу Френсіс потужністю по 125 МВт, які використовують напір у 505 метрів та забезпечують виробництво 2184 млн кВт-год електроенергії на рік.
Відпрацьована вода по тунелю довжиною біля 2,5 км відводиться до Рани між устями Плури і Tverråga.